# Ford de 1960
Voir aussi : Ford Fairlane, Ford Custom et Ford Courier

La Ford 1960 était une automobile américaine produite par Ford. Elle fut complétée par une variété d'autres Ford, y compris la Ford Thunderbird et la Ford Falcon compacte, et à partir de 1962, la Fairlane de taille moyenne. Ainsi, les voitures principales ont encore grandi, roulant désormais sur un empattement de 3023 mm. Les moteurs ont été repris des Ford de 1957 tout comme la conception de base du châssis, mais la tôlerie était moderne. La Skyliner à toit rigide rétractable avait disparu, bien que la Sunliner cabriolet soit restée, et le nom Ford Fairlane ne durerait que deux ans avant de migrer vers un nouveau modèle intermédiaire.

## 1960

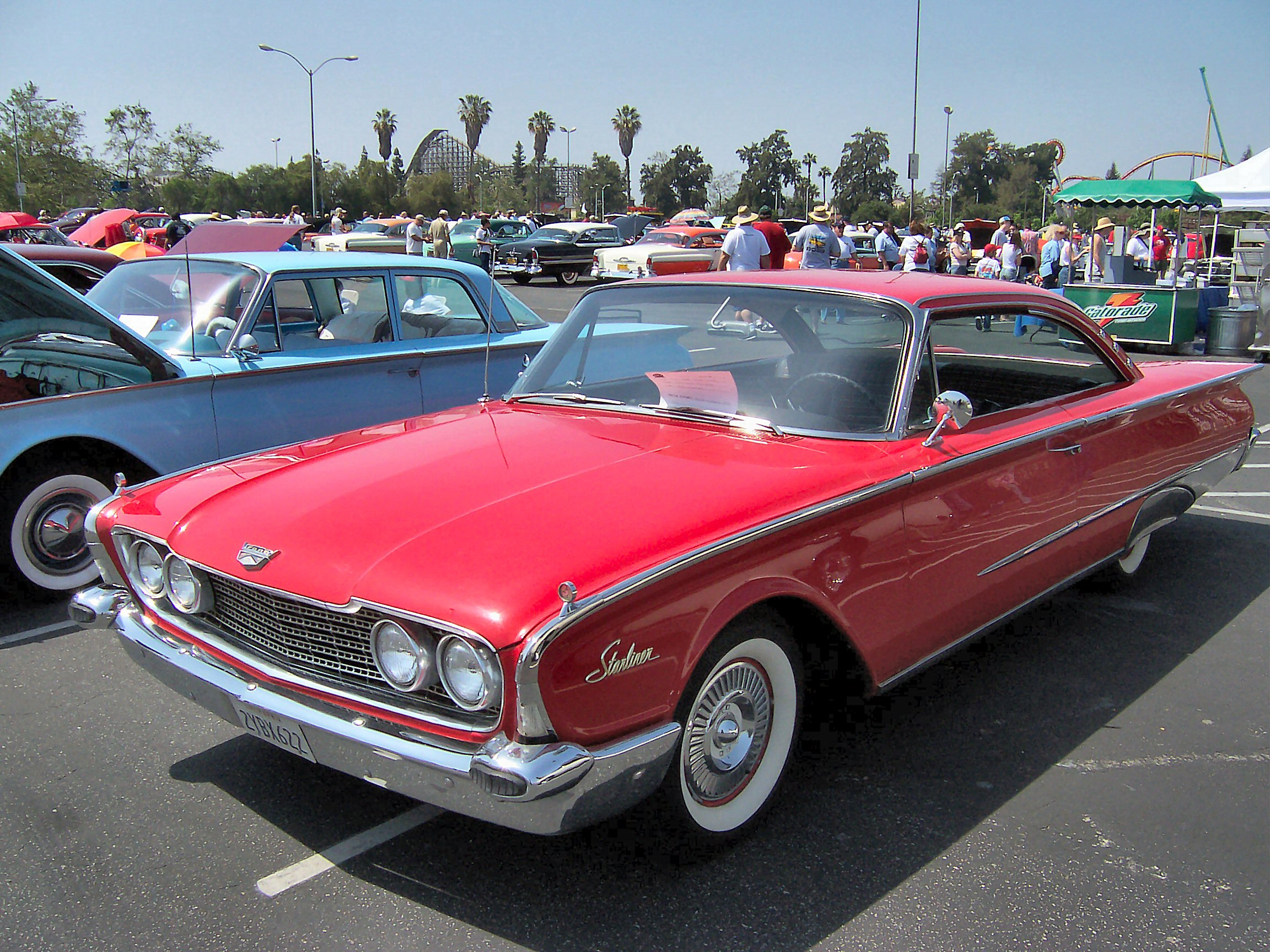
Ford Galaxie Starliner de 1960
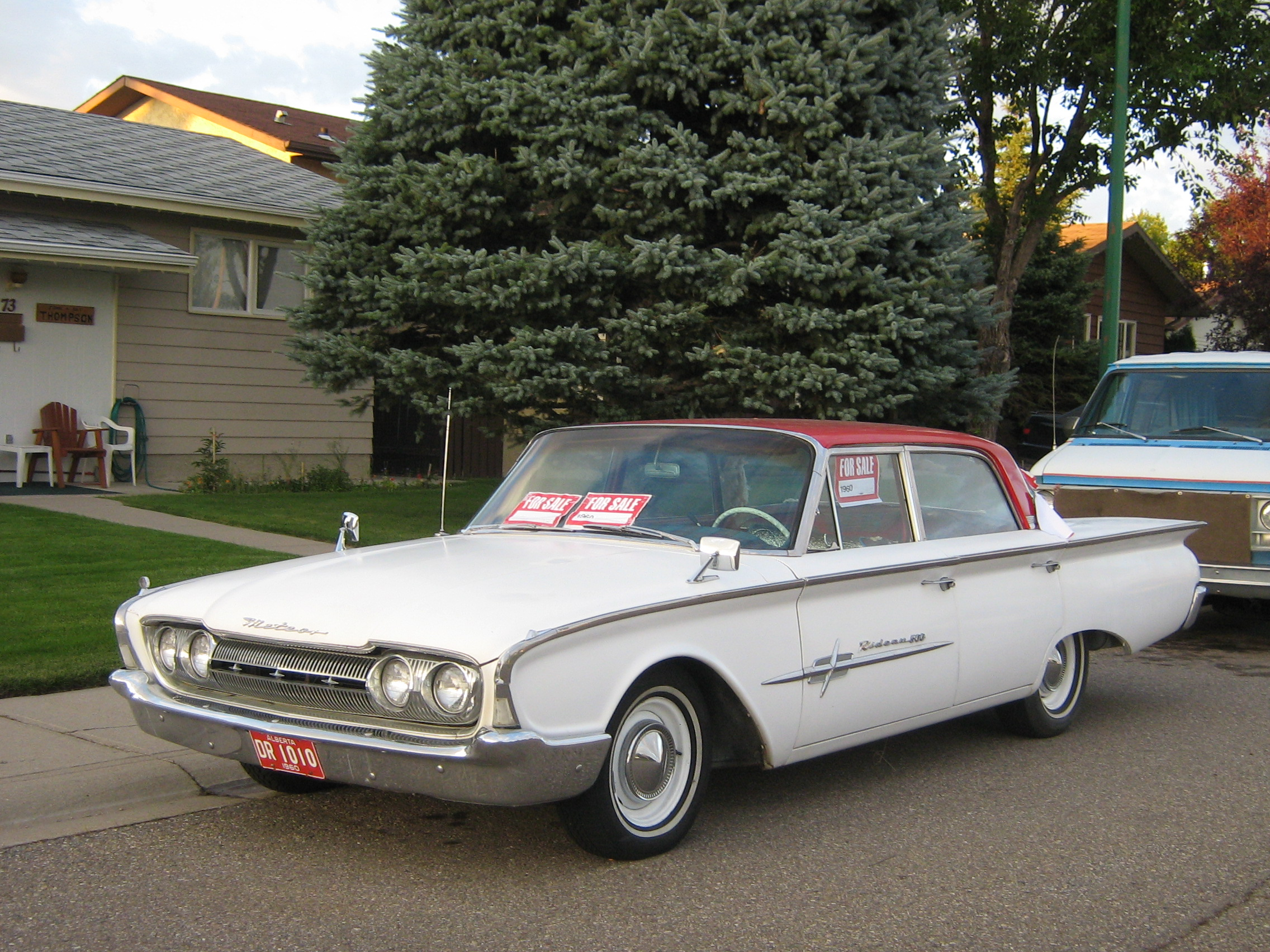
Meteor de 1960 (Canada)

Les Ford de 1960 semblaient toutes neuves avec des phares jumeaux montés dans un carénage avant carré festonné. La Fairlane était désormais le modèle de base de la gamme full-size, avec la Fairlane 500, la Galaxie et la Starliner haut de gamme. Les gammes break sont poursuivies avec les modèles Ranch Wagon, Country Sedan et Country Squire. L'élégante Starliner à toit rigide 2 portes était le choix de Ford pour les courses de NASCAR. Les Ford full-size de 1960 ont abandonnée les ornements ostentatoires des années 1950 pour un look futuriste et élégant. Les feux arrière ronds ont été remplacés par des feux arrière en forme de demi-lune, seulement pour 1960. Il y avait encore des ailerons arrière, mais de plus petits - l'objectif des stylistes de Ford abandonnant, comme le reste de l'industrie automobile, les influences de l'aviation de la décennie précédente et capturant plutôt la nouvelle obsession - la course à l'espace. Le nom Galaxie était particulièrement attrayant pour cette tendance, semble-t-il. Les essuie-glaces ont été étendus pour couvrir une plus grande partie du pare-brise. Ford a également introduit le couvercle de porte de carburant à l'arrière, au centre. Les moteurs proposés en 1960 étaient un six cylindres de 223 pouces cubes et les V8 292 et 352. Avec le changement de dimensions par rapport à 1959, le New York Times a décrit les Ford full-size de 1960 comme « les plus longues, les plus basses et les plus larges en 56 ans d'histoire de la Ford Motor Company ». Les voitures ont enfreint les réglementations dans de nombreux États, où les véhicules de plus de 203,2 de large étaient généralement des camions, dont les exigences d'éclairage n'étaient pas obligatoires pour les voitures particulières.

## 1961

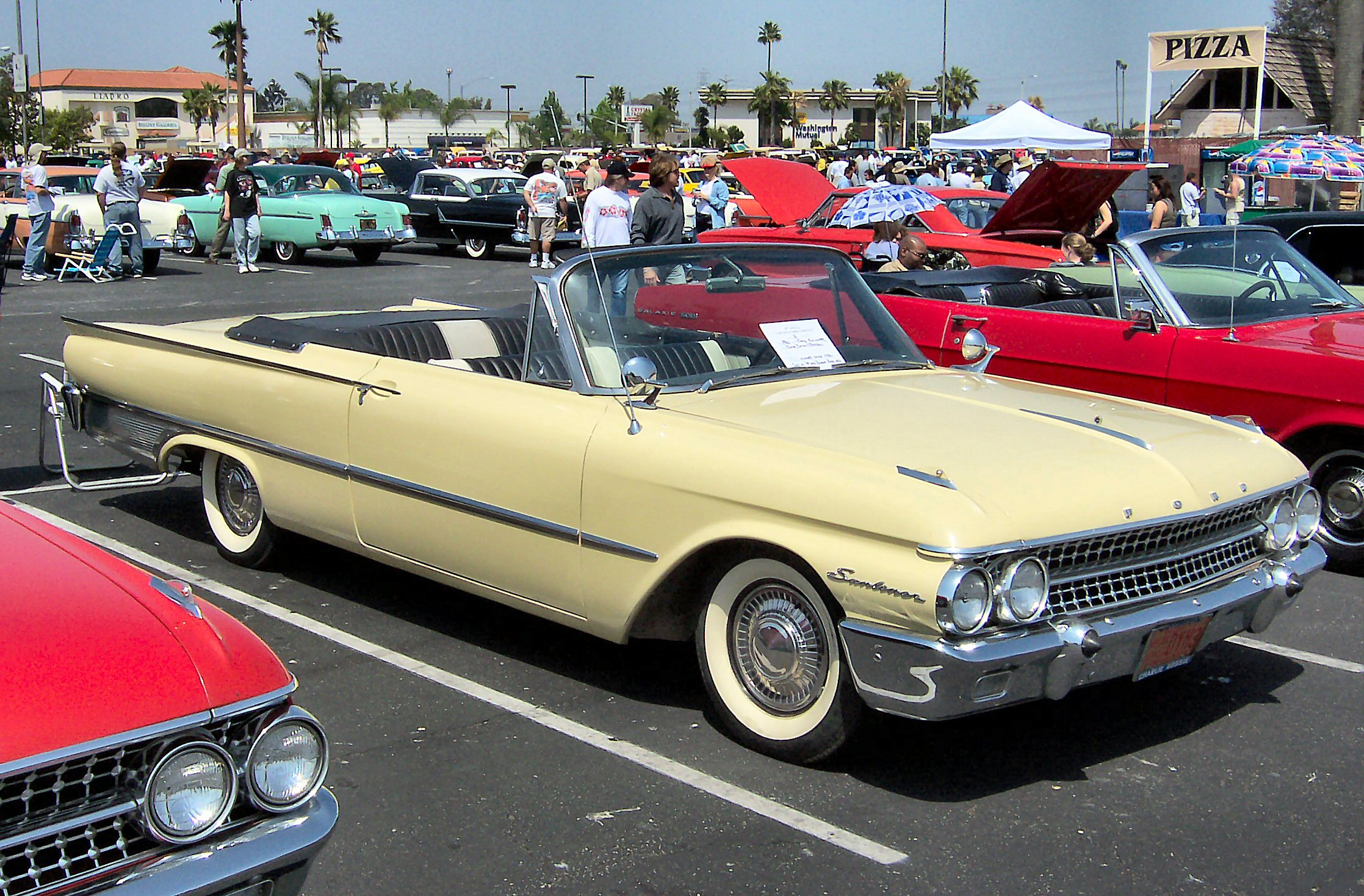
Ford Galaxie Sunliner de 1961

Le capot festonné a disparu en 1961, car la tôle a été révisée pour un look plus épuré. Cette fois, les ailerons avaient presque disparu; deux feux arrière circulaires géants les ont remplacés à chaque coin arrière, brillant comme une postcombustion. Ford allait définitivement vers le thème de l'espace et de la science-fiction, et avec des résultats positifs; ce style de Galaxie est largement considéré comme un classique. Un nouveau V8 FE sous forme d'un triple carburateur à deux barrils de 6,4 L a été ajouté, avec une puissance brute revendiquée à 401 ch (298 kW). Un bouton de déverrouillage du coffre était facultatif.

## 1962

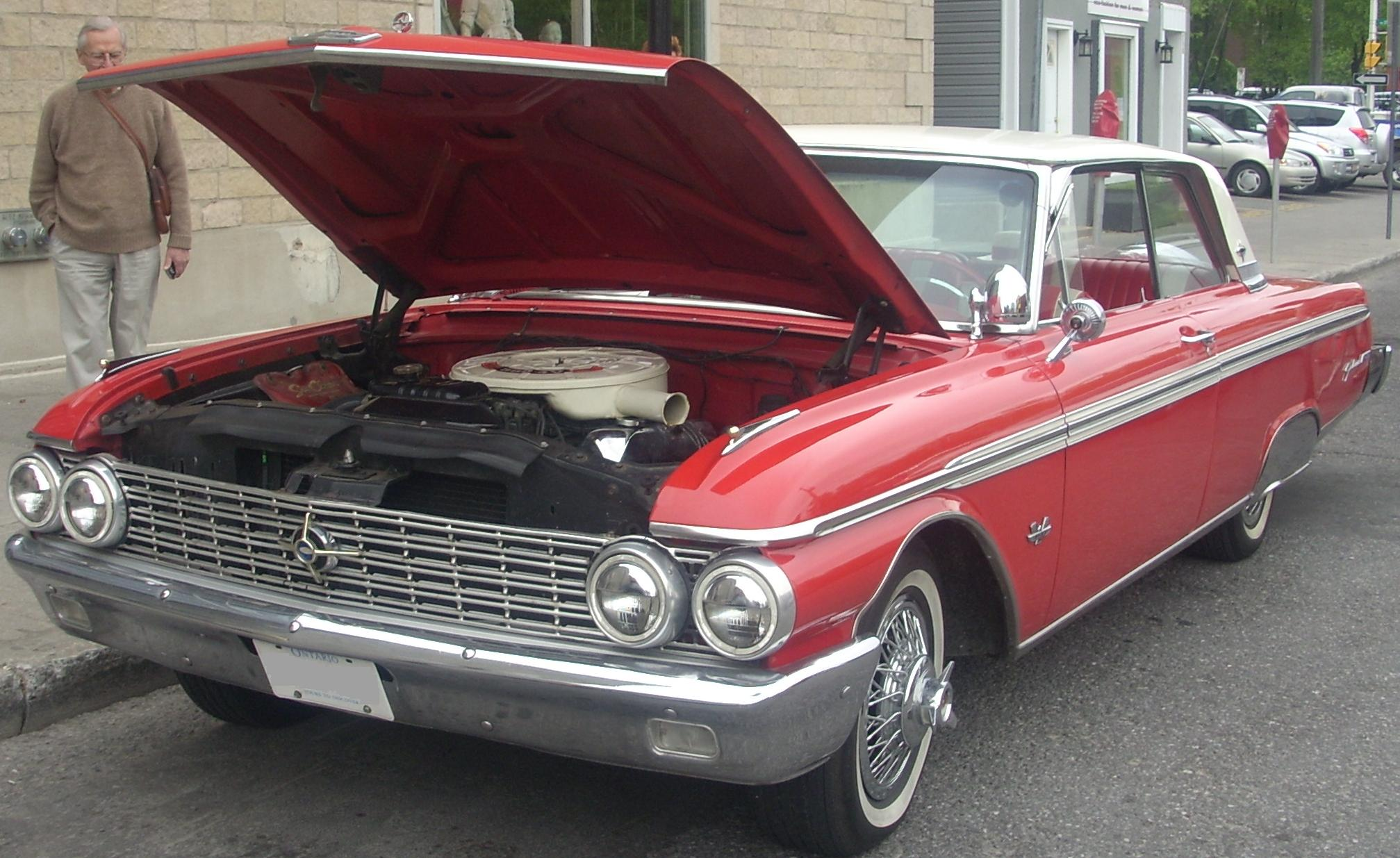
Ford Galaxie de 1962

Avec les noms Fairlane et Fairlane 500 déplacés vers une nouvelle gamme de modèles à taille intermédiaire pour 1962, la gamme Ford full-size se composait de la Galaxie, des nouveaux modèles Galaxie 500 et Galaxie 500XL et des gammes break. Autre nouveauté, une version de 406 pouces cubes (6,7 L) du V8 FE intermédiaire de Ford, d'une puissance de 405 ch (302 kW). Les sièges baquets étaient partout en 1962 - vendus sous le nom de "The Lively Ones", le modèle XL a ajouté des sièges baquets au cabriolet Sunliner et au coupé à toit rigide. La Starliner coupé à toit semi-rigide, qui se vendait faiblement, a été annulée, ne laissant à Ford d'autre choix que de participer à des courses de stock-cars avec la Club Victoria, qui avait une ligne de toit formelle. Leur vitesse de pointe était inférieure à celle des modèles de 1961 en raison de l'aérodynamisme inférieur. Essayant de trouver une solution rapide, Ford a tenté de faire entrer la Starlift, qui était une Sunliner cabriolet avec un toit amovible et une ligne de toit incurvée similaire à la Starliner de 1960-1961. La NASCAR a interdit la Starlift de la compétition, et peu, voire aucune, n'a été réellement produite. Il est dit que les fenêtres ne pouvaient pas être remontées lorsque le toit était en place sur la Starlift, parce que les fenêtres provenaient de la Sunliner d'origine et qu'elles ne correspondaient pas à cette ligne de toit.

## 1963

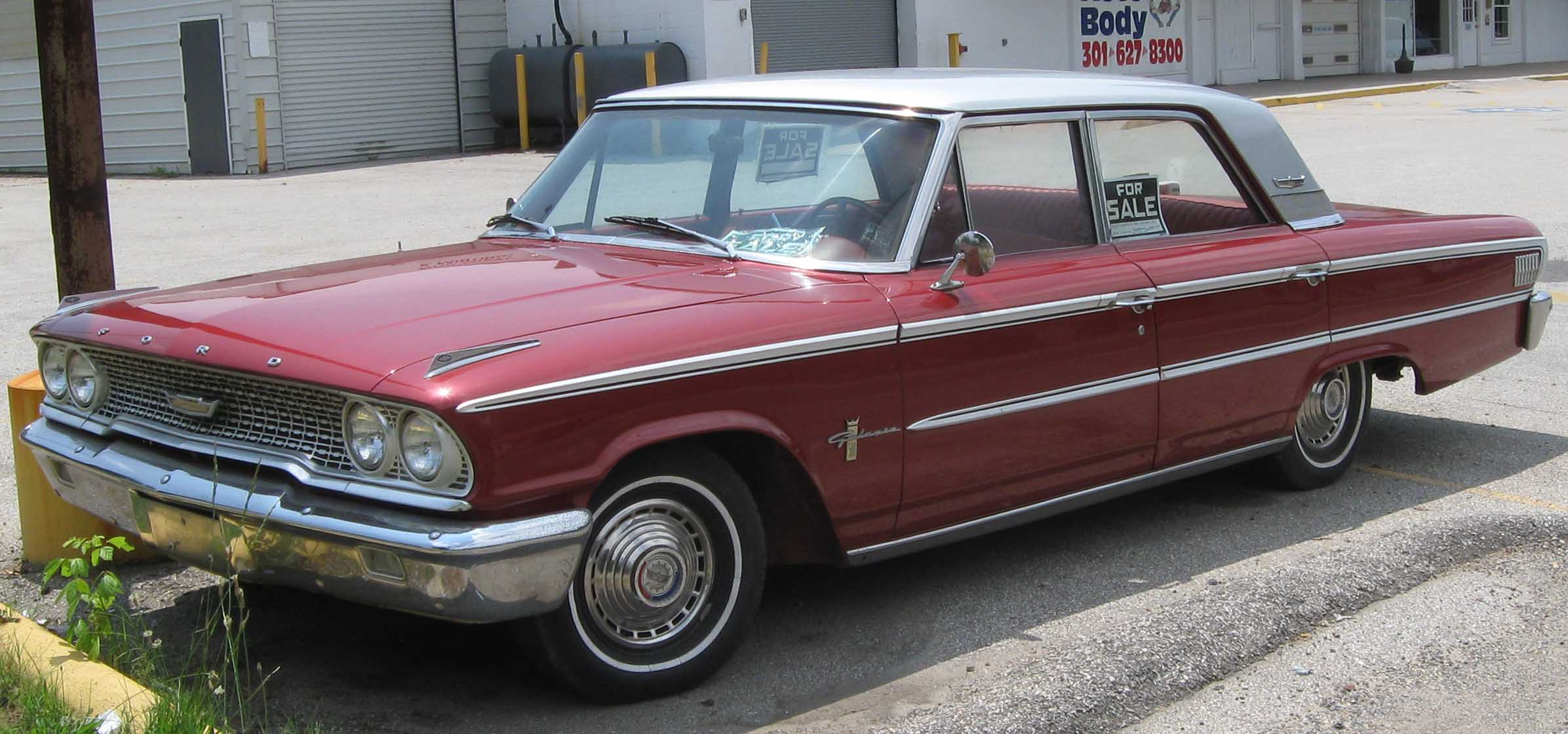
Ford Galaxie 500 berline de 1963

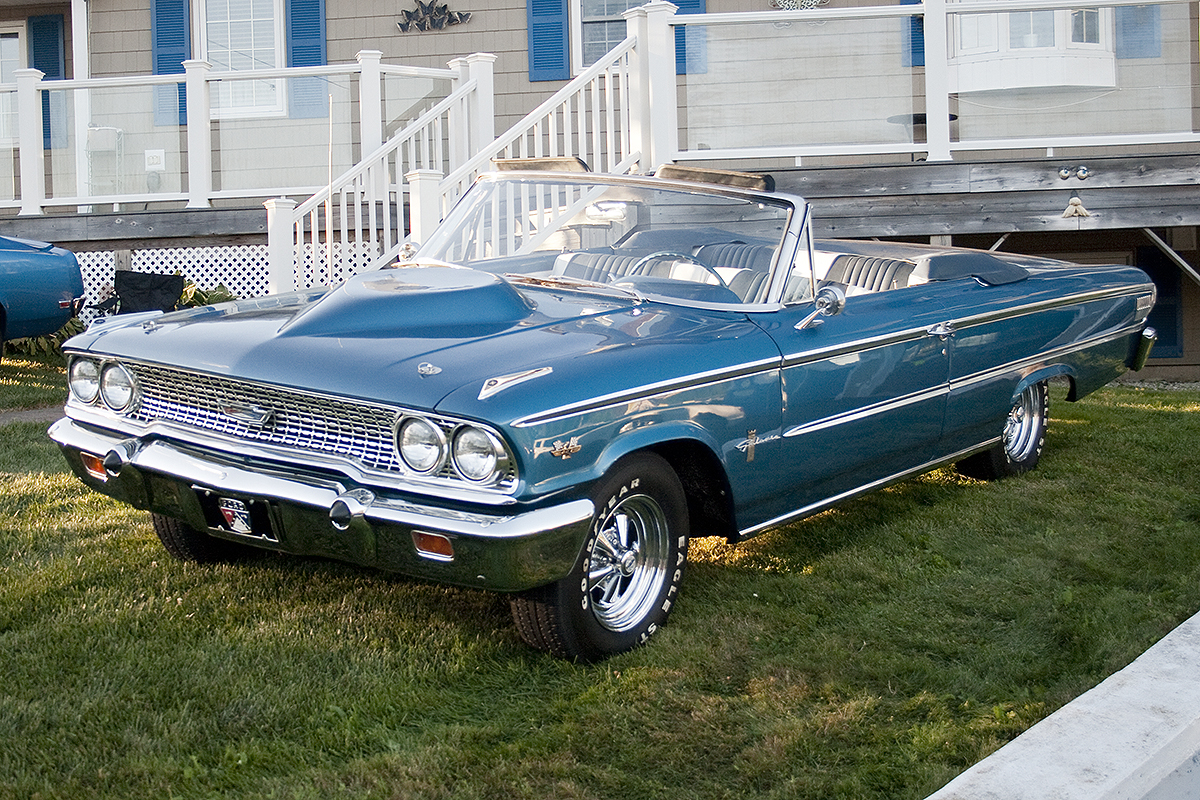
Ford Galaxie 427 cabriolet de 1963

Ford est entré en 1963 avec une Galaxie gagnante en NASCAR et un moteur V8 FE de 1084,58 mètres cubes (7 L) et de 410 ch (306 kW) ou 425 ch (317 kW). Une nouvelle carrosserie coupé à toit rigide a été ajoutée à la gamme Galaxie, et le modèle de base est devenu connu sous le nom de 300.
Le coupé à toit rigide arborait une ligne de toit fastback plus basse et a été ajouté en milieu d'année pour améliorer l'apparence et rendre les grosses voitures plus compétitives sur les pistes de NASCAR. Ce modèle de 63½ s'appelait la "Sports Roof" à toit rigide.
Ford a emmené la Galaxie équipée du moteur de 427 pouces cubes (7,0 L) sur la piste de dragster de manière sérieuse à partir de 1963, construisant un certain nombre de voitures légères à cet effet. Elles comportaient des ailes, des portes et un couvercle de coffre en fibre de verre et des pare-chocs en aluminium. Prudemment évalué à 425 ch (317 kW), ce moteur figurait également dans la dernière incarnation de l'AC Cobra de Carroll Shelby.
Le nom Ranch Wagon a été transféré à la gamme Ford Fairlane en 1963, ne laissant que les modèles Country Sedan et Country Squire dans les gammes break full-size de Ford.

## 1964

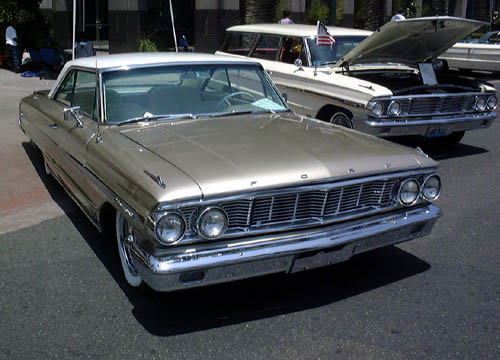
Ford Galaxie de 1964

La dernière année des Ford full-size de 1960 était 1964, le modèle de base, la 300, utilisant à nouveau le nom Custom. La Galaxie de base s'appelait désormais la "Custom 500". La Sports Roof s'est poursuivie pour tous les coupés à toit rigide. De plus, de nouvelles lignes de toit inclinées ont été introduites pour toutes les grosses Ford de '64, sauf les familiales. La garniture intérieure était nouvelle, y compris de nouveaux sièges baquets à coque mince pour tous les modèles XL. Le tableau de bord est resté le même, à l'exception du commutateur d'allumage, qui a été déplacé depuis la gauche de la colonne de direction vers la droite. Le style extérieur a de nouveau été rafraîchi, avec une carrosserie plus sculptée qui était censée réduire la traînée à haute vitesse, sans aucun doute pour la NASCAR.
Sous le capot, le moteur de 427 pouces cubes (7,0 L) assurait les tâches de haute performance. Ford a de nouveau emmené la Galaxie équipée du moteur 427 sur les circuits de manière sérieuse en 1964, construisant un certain nombre de voitures légères équipées de fibre de verre juste à cette fin. Celles-ci ont concouru avec succès, non seulement en Amérique du Nord, mais aussi au Royaume-Uni. Les doutes initiaux quant à leur compétitivité en Grande-Bretagne ont été de courte durée; malgré leur grande taille et leur poids par rapport à l'opposition, le moteur 427 de Ford leur donnait un rapport poids/puissance compétitif et la maniabilité était meilleure qu'on aurait pu le supposer. Elles ont couru en Europe avec assez de succès.
À la fin de l'année, Ford a présenté son nouveau moteur challenger, le Cammer 427 SOHC, Bien que cela ne soit pas documenté, on pense que quelques-uns ont peut-être trouvé leur chemin dans la rue. (Ce moteur n'était disponible que pour les coureurs via le réseau des concessionnaires ou du fabricant, aucun n'a jamais été installé d'usine) Évalué à plus de 600 ch (447 kW), il s'agit probablement du moteur le plus puissant jamais installé dans une voiture de série par un constructeur américain. La NASCAR a cependant changé les règles, exigeant des milliers (au lieu de centaines) d'exemplaires de production en service pour se qualifier pour la prochaine saison, et Ford a décidé de ne pas produire le Cammer dans cette quantité. Les craintes de problèmes de responsabilité et les possibilités de mauvaises publicité en donnant au public une voiture si dangereusement puissante sont souvent citées comme raisons, mais il se pourrait simplement que Ford doutait qu'un moteur si inadapté à un usage dans la rue puisse se vendre en si grand nombre.
Les modèles de 1964 représentent un point culminant de qualité, de durabilité et du style de Ford du début des années 1960. Elles étaient non seulement extrêmement populaires, mais elles se sont avérées si durables que beaucoup ont continuée à parcourir bien au-delà de la barre des 100 000 miles sans révision majeure. Holman & Moody a continué à fournir des équipements de hautes performances pour les grandes Ford de '64, leur donnant des victoires en NASCAR.